# Marcelo Zalayeta
Marcelo Danubio Zalayeta (Montevideo, 5 december 1978) is een  voormalig betaald voetballer uit Uruguay, die bij voorkeur in de aanval speelde. Hij tekende in augustus 2010 een tweejarig contract bij Kayserispor met een optie voor nog een jaar. Middenin het seizoen 2010/11 verliet hij Kayserispor vanwege familieproblemen. Van 1997 tot en met 2005 speelde hij 33 interlands voor het Uruguayaans voetbalelftal.
Zalayeta vertrok op zijn negentiende naar Europa nadat hij met Peñarol het Uruguayaans landskampioenschap had gewonnen. Hij beëindigde zijn loopbaan in 2016 bij diezelfde club.

## Interlandcarrière
Zalayeta speelde in totaal 33 officiële interlands (tien doelpunten) voor zijn vaderland Uruguay in de periode 1997–2005. Hij maakte zijn debuut op 13 december 1997 in de FIFA Confederations Cup-wedstrijd tegen de Verenigde Arabische Emiraten (2–0), net als Claudio Flores (Peñarol), Nicolás Olivera (Valencia CF) en Pablo Gabriel García (Peñarol).
| Interlanddoelpunten | Interlanddoelpunten | Interlanddoelpunten | Interlanddoelpunten | Interlanddoelpunten | Interlanddoelpunten | Interlanddoelpunten | Interlanddoelpunten |
| #                   | Datum               | Locatie             | Wedstrijd           | Goal(s)             | Score               | Uitslag             | Wedstrijd           |
| ------------------- | ------------------- | ------------------- | ------------------- | ------------------- | ------------------- | ------------------- | ------------------- |
| 1                   | 15/12/1997          | Riyad               | Tsjechië – Uruguay  | 89'                 | 0 – 2               | 1 – 2               | Confederations Cup  |
| 2                   | 24/05/1998          | Santiago            | Chili – Uruguay     | 85'                 | 2 – 2               | 2 – 2               | Oefeninterland      |
| 3                   | 04/07/1999          | Luque               | Uruguay – Ecuador   | 72'                 | 1 – 0               | 2 – 1               | Copa América        |
| 4                   | 04/07/1999          | Luque               | Uruguay – Ecuador   | 74'                 | 2 – 0               | 2 – 1               | Copa América        |
| 5                   | 10/07/1999          | Asunción            | Paraguay – Uruguay  | 65'                 | 1 – 1               | 1 – 1               | Copa América        |
| 6                   | 08/09/1999          | Montevideo          | Uruguay – Venezuela | 88'                 | 2 – 0               | 2 – 1               | Oefeninterland      |
| 7                   | 28/02/2001          | Koper               | Slovenië – Uruguay  | 86'                 | 0 – 2               | 0 – 2               | Oefeninterland      |
| 8                   | 04/09/2005          | Montevideo          | Uruguay – Colombia  | 42'                 | 1 – 0               | 3 – 2               | WK-kwalificatie     |
| 9                   | 04/09/2005          | Montevideo          | Uruguay – Colombia  | 51'                 | 2 – 0               | 3 – 2               | WK-kwalificatie     |
| 10                  | 04/09/2005          | Montevideo          | Uruguay – Colombia  | 86'                 | 3 – 2               | 3 – 2               | WK-kwalificatie     |

## Clubstatistieken
| Seizoenen | Club                    | Competitie       | Duels | Goals |
| --------- | ----------------------- | ---------------- | ----- | ----- |
| 1996      | Danubio FC              | Primera División | 32    | 12    |
| 1997      | Peñarol                 | Primera División | 32    | 13    |
| 1997-'98  | Juventus FC             | Serie A          | 5     | 1     |
| 1998-'99  | Juventus FC             | Serie A          | 1     | 0     |
| 1998-'99  | → Empoli FC (huur)      | Serie A          | 17    | 2     |
| 1999-'00  | → Sevilla FC (huur)     | Primera División | 28    | 5     |
| 2000-'01  | → Sevilla FC (huur)     | Primera División | 22    | 5     |
| 2001-'02  | Juventus FC             | Serie A          | 11    | 0     |
| 2002-'03  | Juventus FC             | Serie A          | 22    | 4     |
| 2003-'04  | Juventus FC             | Serie A          | 2     | 0     |
| 2003-'04  | → Perugia Calcio (huur) | Serie A          | 5     | 0     |
| 2004-'05  | Juventus FC             | Serie A          | 28    | 6     |
| 2005-'06  | Juventus FC             | Serie A          | 16    | 1     |
| 2006-'07  | Juventus FC             | Serie B          | 16    | 4     |
| 2007-'08  | SSC Napoli              | Serie A          | 22    | 8     |
| 2008-'09  | SSC Napoli              | Serie A          | 27    | 4     |
| 2009-'10  | → Bologna FC (huur)     | Serie A          | 29    | 4     |
| 2010-'11  | Kayserispor             | Süper Lig        | 14    | 7     |
| 2011-'12  | Peñarol                 | Primera División | 25    | 15    |
| 2012-'13  | Peñarol                 | Primera División | 28    | 15    |
| 2013-'14  | Peñarol                 | Primera División | 26    | 6     |
| 2014-'15  | Peñarol                 | Primera División | 29    | 10    |
| 2015-'16  | Peñarol                 | Primera División | 15    | 1     |

## Erelijst
Juventus
- Serie A

1998